# Бєляєв Іван Павлович
Іван Петрович Бєляєв (нар. 8 лютого 1935) — український та радянський легкоатлет, який спеціалізувався в бігу з перешкодами, призер Олімпійських ігор, чемпіон та рекордсмен СРСР та УРСР з бігу на 3000 метрів з перешкодами. Виступав за «Авангард» (Дніпропетровськ).
10 серпня 1965 у фіналі Всесоюзної Спартакіади профспілок встановив новий рекорд СРСР з бігу на 3000 метрів з перешкодами (8.29,6), перевершивши попереднє досягнення киянина Віктора Кудинського (8.31,0), встановлене у липні 1965.